# Protoceratopsidae
Protoceratopsidae é uma família de ceratopsianos basais (primitivos) do período Cretáceo Superior. Embora ceratopsianos tenham sido encontrados em todo o mundo, os protoceratopsídeos só são definitivamente conhecidos nos estratos do Cretáceo na Ásia, com a maioria dos espécimes encontrados na China e na Mongólia. Como ceratopsianos, os protoceratopsídeos eram herbívoros, substituindo constantemente baterias de dentes feitas para cortar plantas e um bico em forma de gancho para agarrá-las. Os protoceratopsídeos eram pequenos ceratopsianos com cerca de 1-2,5 m de comprimento. Seus folhos e chifres ósseos eram muito menores do que os membros mais derivados da Ceratopsia, como os ceratopsídeos.

## Descrição

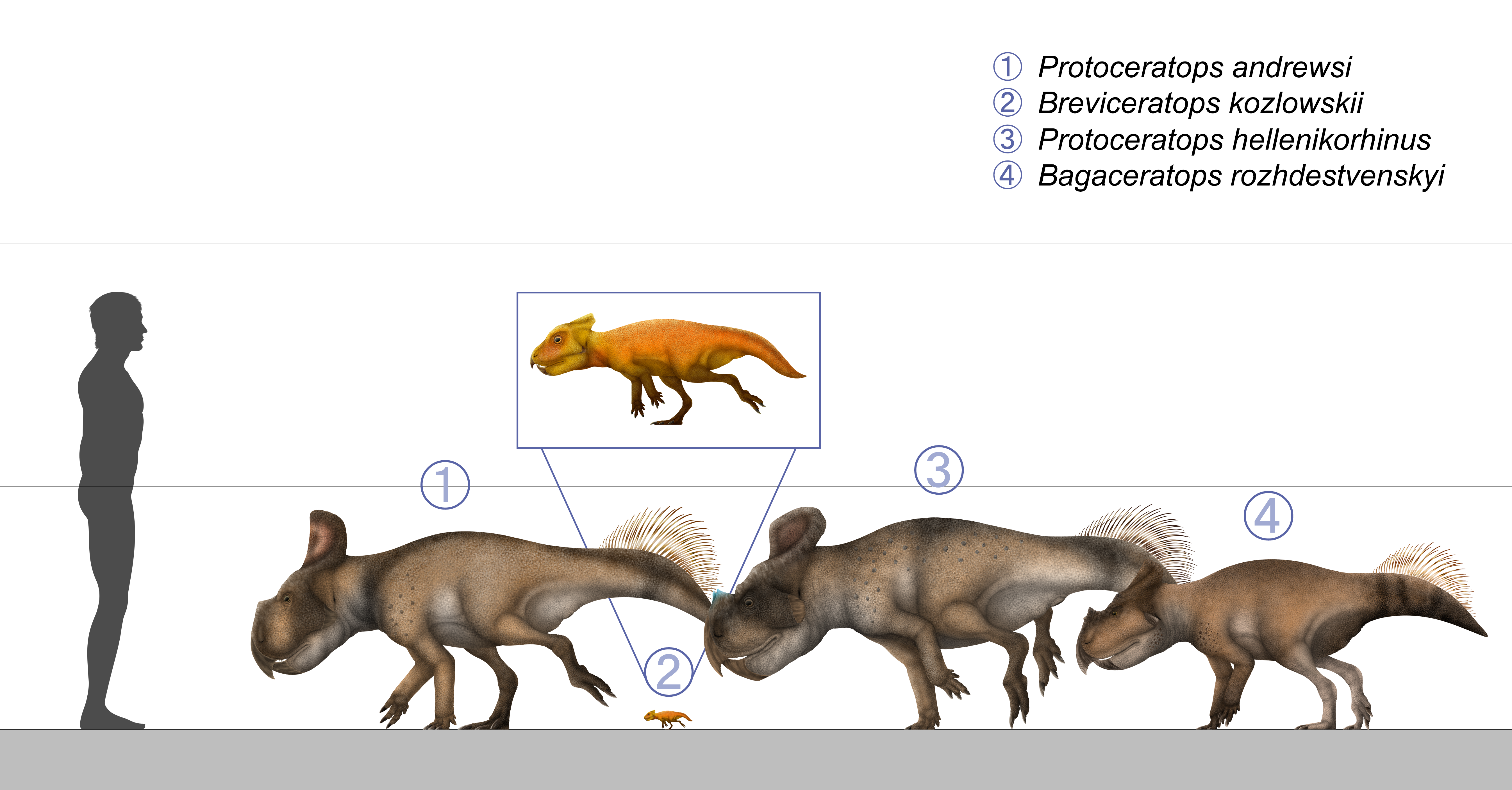
Comparação de tamanho de quatro protoceratopsídeos

Os protoceratopsídeos eram ceratopsianos relativamente pequenos, com média de 1 a 2,5 m de comprimento da cabeça à cauda. Os protoceratopsídeos possuem folho e osso rostral característicos de todos os ceratopsídeos. Seu focinho é particularmente em forma de cunha, com narinas altas e estreitas situadas no alto. A fenestra anterorbital é incomumente pequena, e a fossa antorbital fica no alto do crânio com uma fenda que a conecta a uma saliência na maxila. Esta saliência é exclusiva de Protoceratopsidae. Os protoceratopsídeos podem ter tido bochechas para segurar a comida na boca. Eles têm cristas maxilares e dentárias muito bem definidas onde os músculos da bochecha teriam se conectado, e vários forames pontilhavam a maxila, o que permitia que ramos do nervo trigimenal alcançassem os tecidos ligados à maxila, indicando que tais tecidos eram provavelmente muscular. A extremidade da mandíbula superior provavelmente não era carnuda, mas sim coberta por um material semelhante a um chifre, e as mandíbulas superior e inferior curvavam-se uma em direção à outra. Em comparação com ceratopsianos mais derivados, os protoceratopsídeos tinham uma cavidade oral profunda e larga, embora mais estreita do que em antecessores como o Psitacosaurus, o que pode ter ajudado na respiração ou na termorregulação. Nos Protoceratopsidae, a cavidade nasal, que ancestralmente era uma grande cavidade, era dividida em duas pelo palato duro. Essa divisão provavelmente aconteceu para acomodar a cavidade oral mais profunda.
A coluna vertebral dos protoceratopsídeos tinha formato de S e as vértebras tinham espinhos neurais incomumente longos, com espinhos nas vértebras caudais que eram cinco vezes mais altos que o centro.  As espinhas neurais nas vértebras caudais eram mais longas no meio da cauda do que na base, aumentando a altura da cauda e achatando-a. O meio da cauda era rígido e reto. Toda a cauda era bastante flexível horizontalmente, mas o movimento vertical era limitado. O pescoço apresentava mobilidade limitada, principalmente no sentido lateral. O pescoço permitia que os indivíduos dobrassem o pescoço para cima e para baixo para que pudessem alcançar a comida.

## Classificação
A família Protoceratopsidae foi introduzida por Walter W. Granger e William King Gregory em maio de 1923 como uma família monotípica para Protoceratops andrewsi. Granger e Gregory reconheceram a estreita relação do Protoceratops com outros ceratopsianos, mas consideraram-no primitivo o suficiente para garantir a sua própria família, e talvez uma subordem. Os Protoceratopsidae foram posteriormente expandidos para incluir todos os ceratopsianos que eram muito avançados para serem psitacossaurídeos, mas muito primitivos para serem ceratopsídeos. Em 1998, Paul Sereno definiu Protoceratopsidae como o clado baseado em caule que inclui "todos os coronossauros mais próximos do Protoceratops do que do Triceratops". A definição de Sereno garante que os Protoceratopsidae sejam monofiléticos, mas provavelmente exclui alguns dinossauros que têm sido tradicionalmente considerados protoceratopsídeos (por exemplo, Leptoceratops e Montanoceratops). Os últimos gêneros são agora frequentemente classificados em uma família Leptoceratopsidae, principalmente norte-americana.
Sereno em 2000 incluiu três gêneros em Protoceratopsidae: Protoceratops, Bagaceratops e Graciliceratops. Os caracteres derivados compartilhados por esses dinossauros incluem um processo paroccipital estreito em forma de tira, um côndilo occipital muito pequeno e uma margem dorsal do predentário voltada para cima. Em Protoceratops e Bagaceratops (e também nos não-protoceratopsídeos Leptoceratops), há uma crista sagital parietal em forma de lâmina. As relações do Graciliceratops com outros protoceratopsídeos permanecem obscuras devido à sua natureza fragmentária, e é considerado uma metaespécie com posições filogenéticas altamente variáveis. Em 2003, Vladimir Alifanov nomeou, mas não definiu, uma nova família ceratopsiana Bagaceratopidae para incluir Bagaceratops, Platyceratops, Lamaceratops e Breviceratops.
Em 2019, Czepiński analisou a grande maioria dos espécimes referidos aos ceratopsianos Bagaceratops e Breviceratops, e concluiu que a maioria eram de facto espécimes dos primeiros. Embora os gêneros Gobiceratops, Lamaceratops, Magnirostris e Platyceratops tenham sido por muito tempo considerados táxons válidos e distintos, e às vezes colocados dentro de Protoceratopsidae, Czepiński descobriu que as características diagnósticas usadas para distinguir esses táxons estavam amplamente presentes em Bagaceratops e, portanto, tornaram-se sinônimos deste gênero. Sob esse raciocínio, Protoceratopsidae consiste em Bagaceratops, Breviceratops e Protoceratops. Com base em caracteres cranianos, como presença ou ausência de dentes pré-maxilares e uma janela antorbital, P. andrewsi é o protoceratopsídeo mais basal e Bagaceratops o mais derivado. Abaixo estão as relações filogenéticas propostas dentro de Protoceratopsidae por Czepiński:
|  | Breviceratops                  |
|  |                                |
|  | \| \| Bagaceratops \| \| \| \| |
|  |                                |
|  | Bagaceratops                   |
|  |                                |

|  | Bagaceratops |
|  |              |

|  | Breviceratops                  |
|  |                                |
|  | \| \| Bagaceratops \| \| \| \| |
|  |                                |
|  | Bagaceratops                   |
|  |                                |

|  | Bagaceratops |
|  |              |

|  | Breviceratops                  |
|  |                                |
|  | \| \| Bagaceratops \| \| \| \| |
|  |                                |
|  | Bagaceratops                   |
|  |                                |

|  | Bagaceratops |
|  |              |

|  | Breviceratops                  |
|  |                                |
|  | \| \| Bagaceratops \| \| \| \| |
|  |                                |
|  | Bagaceratops                   |
|  |                                |

|  | Bagaceratops |
|  |              |

|  | Breviceratops                  |
|  |                                |
|  | \| \| Bagaceratops \| \| \| \| |
|  |                                |
|  | Bagaceratops                   |
|  |                                |

|  | Bagaceratops |
|  |              |

|  | Breviceratops                  |
|  |                                |
|  | \| \| Bagaceratops \| \| \| \| |
|  |                                |
|  | Bagaceratops                   |
|  |                                |

|  | Bagaceratops |
|  |              |

|  | Breviceratops                  |
|  |                                |
|  | \| \| Bagaceratops \| \| \| \| |
|  |                                |
|  | Bagaceratops                   |
|  |                                |

|  | Bagaceratops |
|  |              |

|  | Breviceratops                  |
|  |                                |
|  | \| \| Bagaceratops \| \| \| \| |
|  |                                |
|  | Bagaceratops                   |
|  |                                |

|  | Bagaceratops |
|  |              |